# Мурадян Мурад Оганесович
Мурад Оганесович Мурадя́н (26 жовтня 1930, місто Ленінакан, тепер Ґюмрі, Вірменія — 9 вересня 2015, місто Єреван, Вірменія) — вірменський радянський діяч, секретар ЦК КП Вірменії, голова Єреванського міськвиконкому. Депутат Верховної ради Вірменської РСР 10—11-го скликань. Депутат Верховної ради СРСР 8—9-го скликань.

## Життєпис
У 1948 році закінчив середню школу в місті Ленінакані.
У 1948—1953 роках — студент фізико-математичного факультету Ленінаканського педагогічного інституту імені Мікаела Налбандяна, який закінчив з відзнакою.
З 1953 по 1958 рік працював у середній школах міста Ленінакана учителем математики та фізики старших класів.
Член КПРС з 1957 року.
У 1958—1964 роках — інженер—нормувальник, майстер цеху, інженер-технолог, начальник технічної лабораторії, заступник директора з виробництва Ленінаканського заводу шліфувальних верстатів.
У 1962 році заочно закінчив факультет технології металорізальних верстатів та інструментів Московського машинобудівного інституту, здобув кваліфікацію інженера-механіка.
У 1964—1965 роках — директор Ленінаканського заводу «Мікроелектродвигун».
У 1965—1967 роках — завідувач відділу промисловості, транспорту та будівництва Ленінаканського міського комітету КП Вірменії.
У 1967 році — заступник завідувача відділу легкої та харчової промисловості ЦК КП Вірменії.
У 1967—1968 роках — 2-й секретар Ленінаканського міського комітету КП Вірменії.
У 1968 — травні 1975 року — 1-й секретар Ленінаканського міського комітету КП Вірменії.
У травні 1975—1985 роках — в.о. голови, голова виконавчого комітету Єреванської міської ради народних депутатів.
9 грудня 1985 — 13 вересня 1988 року — секретар ЦК КП Вірменії та, одночасно, завідувач відділу будівництва і міського господарства ЦК КП Вірменії.
У 1988—1991 роках — голова правління Вірмкоопспілки.
З 1991 року — голова об'єднання «Ґюмрі-Верацнунд», радник ректора Державного інженерного університету Вірменії.
Помер 9 вересня 2015 року в Єревані.

## Нагороди
- орден Святого Месропа Маштоца (Вірменія)
- орден Леніна
- два ордени Трудового Червоного Прапора
- медалі
- Почесний громадянин Єревана (2002)
- Почесний громадянин Ґюмрі (2002)